# 4x4 Off-Road Racing
4x4 Off-Road Racing è un videogioco simulatore di guida di fuoristrada pubblicato nel 1988 per i computer Amiga, Amstrad CPC, Commodore 64, MS-DOS, MSX e ZX Spectrum dalla Epyx o nelle versioni europee dalla U.S. Gold. È caratterizzato da una componente strategica di equipaggiamento e manutenzione del mezzo. Fu descritto come uno dei primi simulatori di rally avanzati.
Ai suoi tempi la critica sulla stampa di settore fu il più delle volte tiepida o negativa.
Era sponsorizzato dalla rivista statunitense Petersen's 4-Wheel & Off-Road, che fornì la foto di copertina delle edizioni americane, inoltre contiene in-game advertising della Kawasaki.

## Modalità di gioco
Si può scegliere tra quattro lunghi percorsi ambientati in Nordamerica: Baja 1000 (deserto aspro), Valle della Morte (deserto), Georgia (fango e colline), Michigan (invernale). Si sceglie quindi tra quattro modelli fittizi di fuoristrada, differenti nell'aspetto e in molte caratteristiche di prestazioni. Prima di partire, se si accede all'officina e al negozio (spostando un personaggio a piedi), tramite interfaccia grafica si possono aggiungere al veicolo molti optional ed equipaggiamento, ad esempio verricello, pneumatici differenti, pezzi di ricambio e taniche di benzina, limitati però dal denaro disponibile, dal peso e dallo spazio a bordo.
La visuale in gara è tridimensionale da dietro il veicolo, con una rappresentazione del cruscotto in basso. Si viaggia su una strada sterrata con curve, dossi e ostacoli fissi anche sopra la carreggiata. Gli urti possono far balzare in aria il mezzo, oltre a danneggiarlo. Nel peggiore dei casi il mezzo si distrugge e si perde una delle tre vite.
Si incontrano ampie zone dove il veicolo si impantana e se ne può uscire con il verricello, se acquistato, o con lente manovre di accelerazione a scatti.
In ogni partita ci sono fino a 16 fuoristrada avversari. Si parte in ultima posizione, isolati, e si deve cercare di rimontare.
Per riparare i danni o fare rifornimento si accede a una schermata di manutenzione con interfaccia grafica. Gli interventi fanno perdere tempo prezioso e si possono fare anche senza aver comprato gli specifici ricambi, ma saranno meno efficaci. Lungo il percorso ci sono due checkpoint dove riparazioni e rifornimento si possono fare con materiali forniti gratuitamente, ma c'è comunque la perdita di tempo.
Le versioni per Amstrad, MSX e Spectrum hanno il cambio a due marce e un cruscotto diverso, con meno spie e la leva del cambio visibile. Le versioni Amiga, Commodore 64 e DOS non hanno il cambio manuale, ma danno la possibilità distinta di rallentare o di frenare bruscamente. In queste versioni gli urti con ostacoli possono far vistosamente inclinare o cappottare il mezzo, che comunque ricade dritto e continua finché i danni sono sopportabili. Hanno inoltre più livelli di difficoltà selezionabili e un avversario particolarmente pericoloso, chiamato Doombuggy, che sperona l'auto di proposito.